# 乔根德拉纳加尔
乔根德拉纳加尔（Jogendranagar），是印度特里普拉邦West Tripura县的一个城镇。总人口34844（2001年）。

## 人口
该地2001年总人口34844人，其中男性17715人，女性17129人；0—6岁人口3873人，其中男1979人，女1894人；识字率73.98%，其中男性为78.59%，女性为69.21%。